# Plan-les-Ouates
Plan-les-Ouates é uma comuna suíça do Cantão de Genebra que fica rodeada por Perly-Certoux Confignon, Onex, Lancy, Carouge, Troinex e Bardonnex.
Segundo o Departamento Federal de Estatísticas da Suíça, Confignon ocupa uma superfície de 5,86 km2 dos quais pouco mais de metade é urbana (51,5%), e a outra metade é agrícola (44%). Com cerca de 3500 habitantes em 1980, Plan-les-Ouates tornou-se uma zona suburbana com 8903 habitantes em 2008. O seu brasão de armas apresenta a cruz de Malta que faz referência aos combates dos genebrinos contra os senhores da Casa de Saboia.
A indústria da relojoaria, que desde sempre foi um sector importante da indústria de Genebra, está bem implantada nesta comuna com marcas como: Patek Philippe, Piaget, Rolex, Harry Winston, Vacheron Constantin e Alpina, assim como as firmas Siemens ou Clarins.